# تيكريكرة
تيڭريڭرة (بالأمازيغية: ⵜⵉⴳⵔⵉⴳⵔⴰ) هي جماعة ترابية جبلية تابعة لإقليم إفران بالأطلس المتوسط ضمن جهة فاس مكناس بالمغرب. بلغ مجموع عدد سكان تيڭريڭرة حسب إحصاءات سنة2014، 11031 نسمة يعيشون في 2375 أسرة. يقع مركز الجماعة بقصبة إيت يحيى أو علا، وتعتبر الفلاحة النشاط الإقتصادي الأساسي للجماعة حيث يشغل أزيد من 80% من سكان الجماعة. ينتمي لجماعة تيڭريڭرة 23 دوارا، ينتمون لأربعة مشيخات.

## السكان

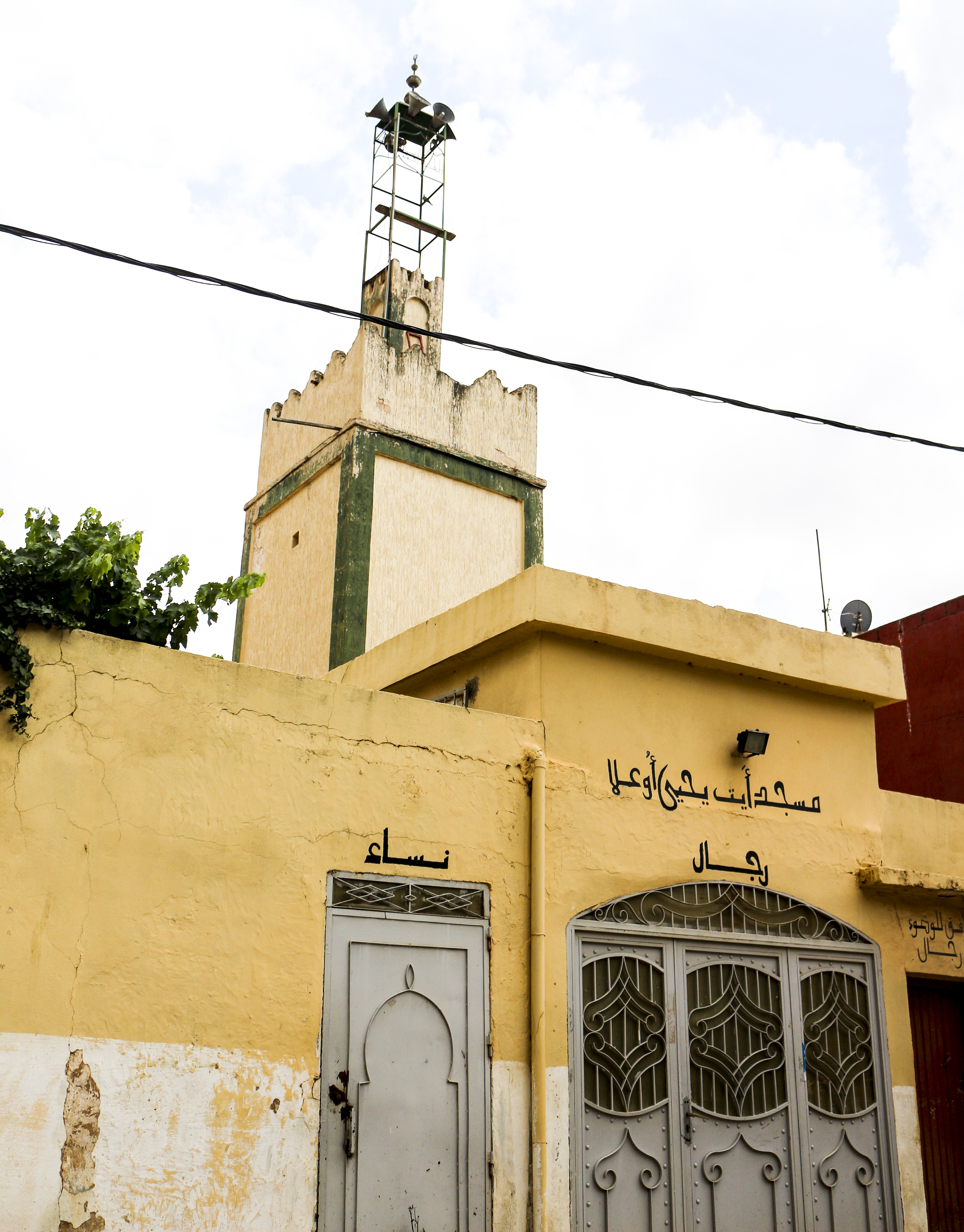
مسجد من مركز جماعة تيڭريڭرة

حسب إحصاءات سنة2014، يبلغ عدد سكان جماعة تيڭريڭرة 11031 نسمة يعيشون في 2375 أسرة. يبلغ معدل الكثافة السكانة بالجماعة 25.96 نسمة/كم2. يبلغ معدل نشاط الساكنة 50,93%، ومعدل الفقر 19,75%. يبلغ معدل تمدرس الأطفال في الجماعة 94, %، ومعدل الأمية 46,41%. حوالي 40.29% من الأسر في الجماعة مزودة بالماء الصالح للشرب من الشبكة العمومية، و66.06% مزودة بالكهراء، و38,61 مزودة بالصرف الصحي عبر الشبكة العمومية، 4.40% من الأسر تتوفر على الإنترنت.

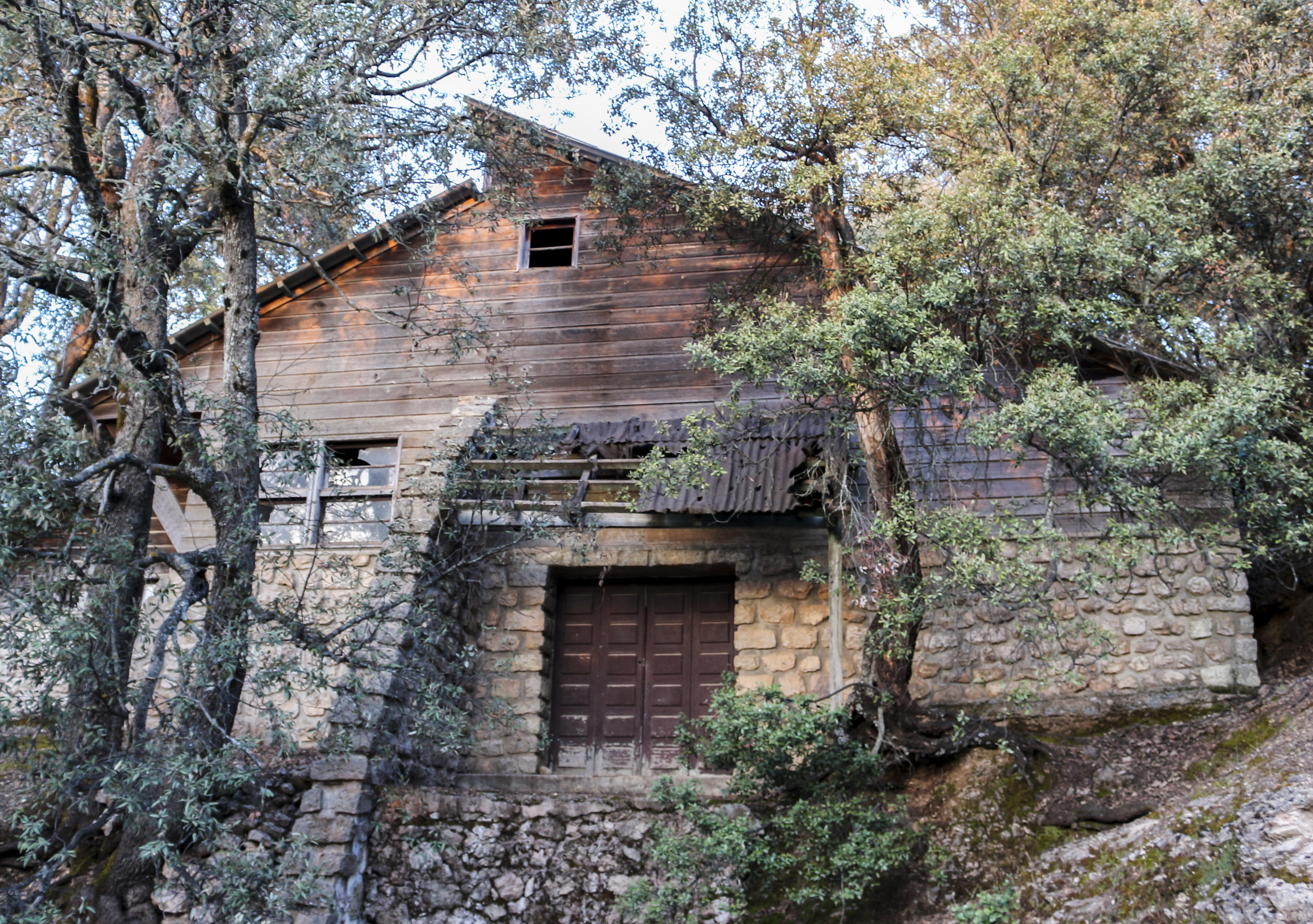
كوخ خشبي في غابة خرزوزة.

## دواوير الجماعة[4]
| اسم الدوار          | عدد سكان الدوار | المشيخة        | النوع     |
| ------------------- | --------------- | -------------- | --------- |
| قصبة أيت يحيئ أوعلا | 2819            | أيت يحيئ أوعلا | دوار مجمع |
| قصبة ايت عمر        | 720             | أيت يحيئ أوعلا | دوار مجمع |
| أيت صالح            | X               | أيت يحيئ أوعلا | دوار مشتت |
| أيت ميمون           | X               | أيت يحيئ أوعلا | دوار مشتت |
| إجناتن              | X               | أيت يحيئ أوعلا | دوار مشتت |
| أيت بن يحيى         | X               | أيت يحيئ أوعلا | دوار مشتت |
| ايت علا             | X               | أيت يحيئ أوعلا | دوار مشتت |
| أيت بن علي          | X               | أيت يحيئ أوعلا | دوار مشتت |
| أيت رحو             | X               | أيت يحيئ أوعلا | دوار مشتت |
| أيت أقسو اوحدو      | 742             | أيت يحيئ أوعلا | دوار مجزأ |
| أيت بن عطو          | 853             | أيت حمو اوبوهو | دوار مجزأ |
| قصبة أيت عيسى       | 1486            | أيت حمو اوبوهو | دوار مجزأ |
| زيان                | X               | أيت علا        | دوار مشتت |
| أيت حمو             | X               | أيت علا        | دوار مشتت |
| أيت بوبكر           | 556             | أيت علا        | دوار مشتت |
| أيت اعمر            | 570             | أيت علا        | دوار مشتت |
| أيت بن اعلي         | X               | أيت علا        | دوار مشتت |
| أيت الشيخ           | X               | أيت علا        | دوار مشتت |
| المرابطين           | X               | أيت علا        | دوار مشتت |
| أيت أوعلي           | X               | أيت علا        | دوار مشتت |
| أيت تيزي            | X               | أيت علا        | دوار مشتت |
| أيت اخلف أوعلي      | X               | أيت اعمر أوعلى | دوار مشتت |
| أيت اعمر أوعلي      | 2292            | أيت اعمر أوعلى | دوار مجزأ |

## المعالم

### غابة عين خرزوزة
تقع غابة خرزوزة بجماعة تيڭريڭرة إقليم إفران، وهي غابة طبيعية تطل على مدينة أزرو، تتكون من أشجار البلوط الأخضر والأرز الأطلسي، وتعد موطنا للعديد من الكائنات مثل المكاك البربري والأيل البربري.

### مخيم خرزوزة
هو مخيم صيفي غابوي بجماعة تيڭريڭرة يندرج في إطار البرنامج الوطني للتخييم الذي تشرف عليه وزارة الشباب والثقافة والتواصل.

### دير تومليلين
هو دير مسيحي كاثوليكي فرنسي يرجع إلى فترة الاستعمار الفرنسي بالمغرب، يوجد بالأطلس المتوسط، جهة فاس مكناس، وتحديدا نواحي مدينة أزرو بإقليم إيفران. تم تأهيله سنة 2022 ليصبح موقعا سياحيا.

## معرض الصور

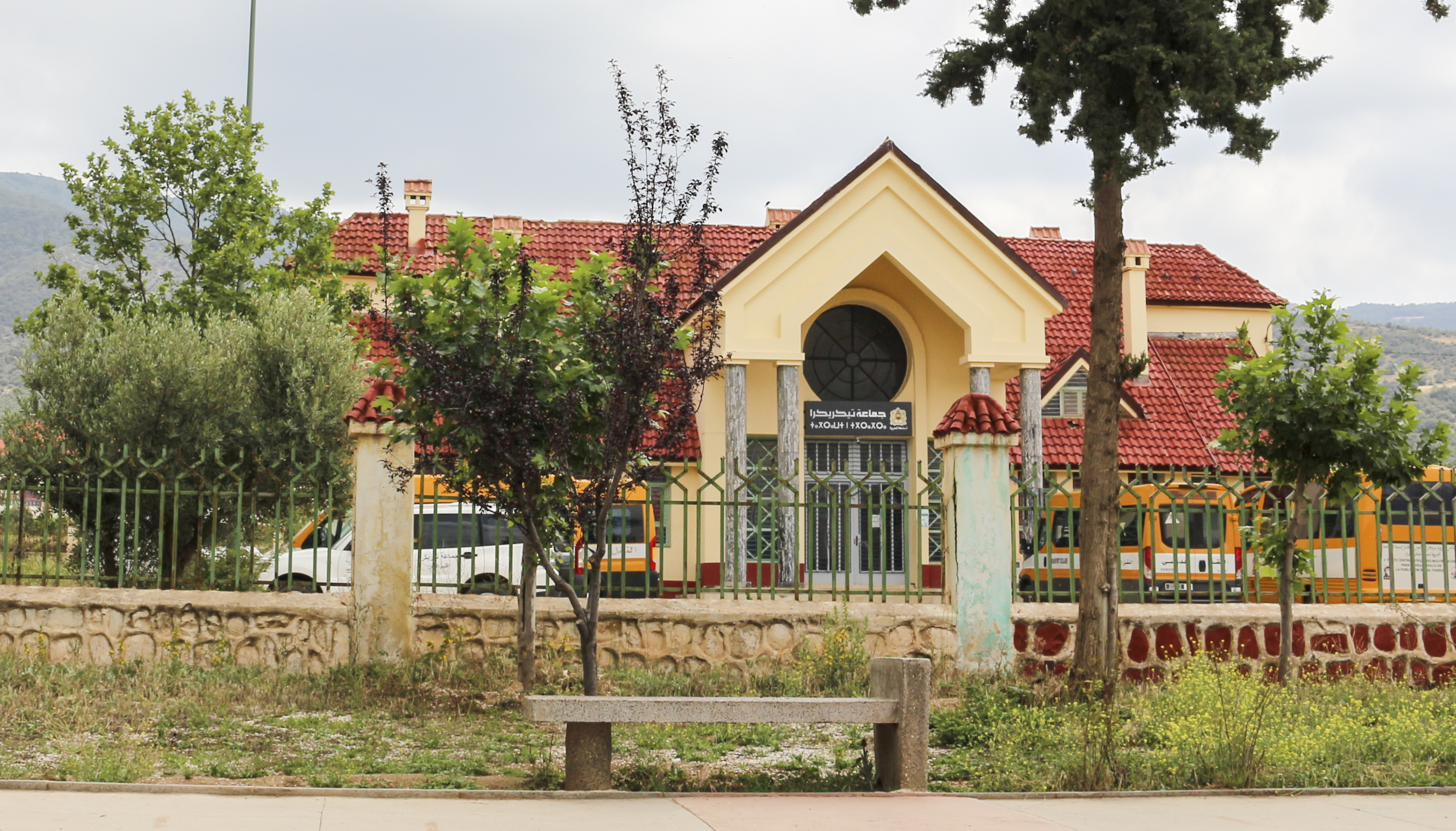
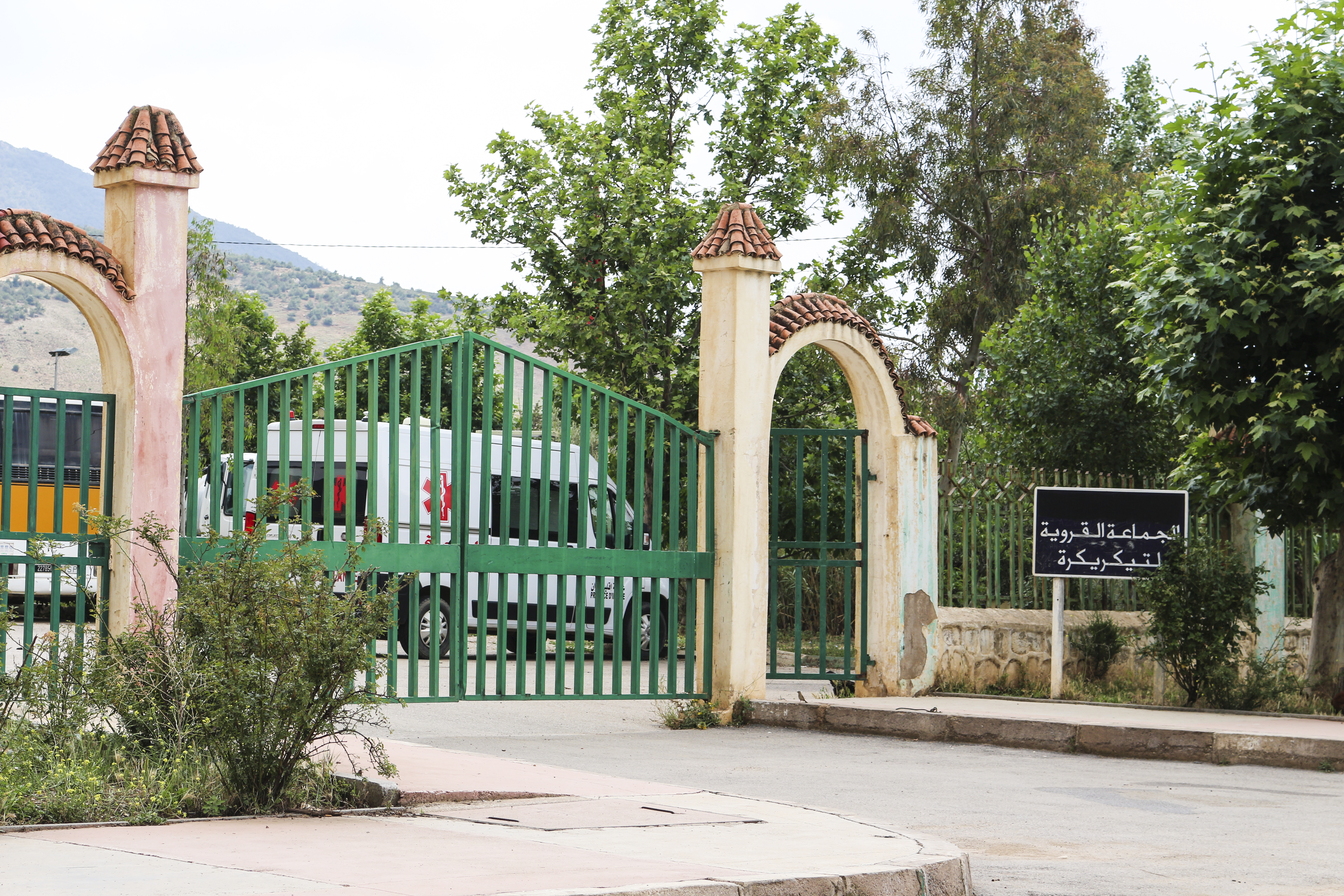
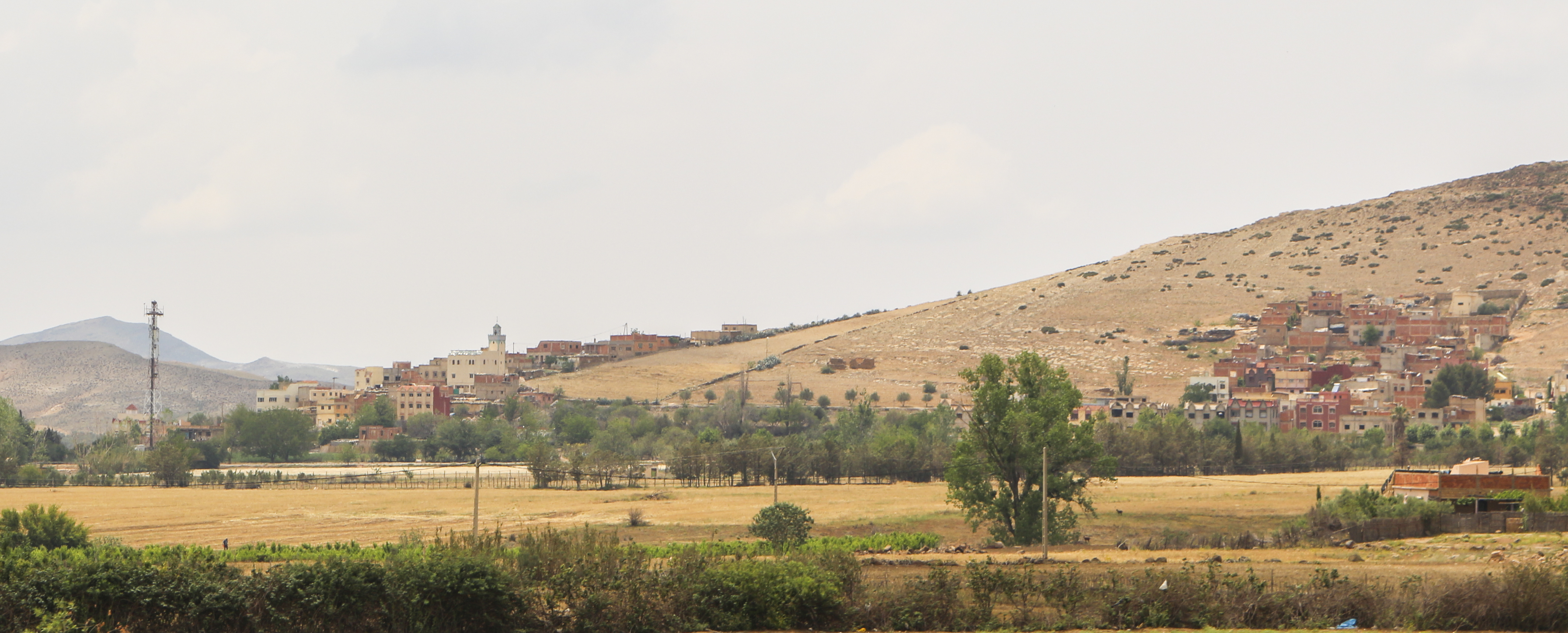
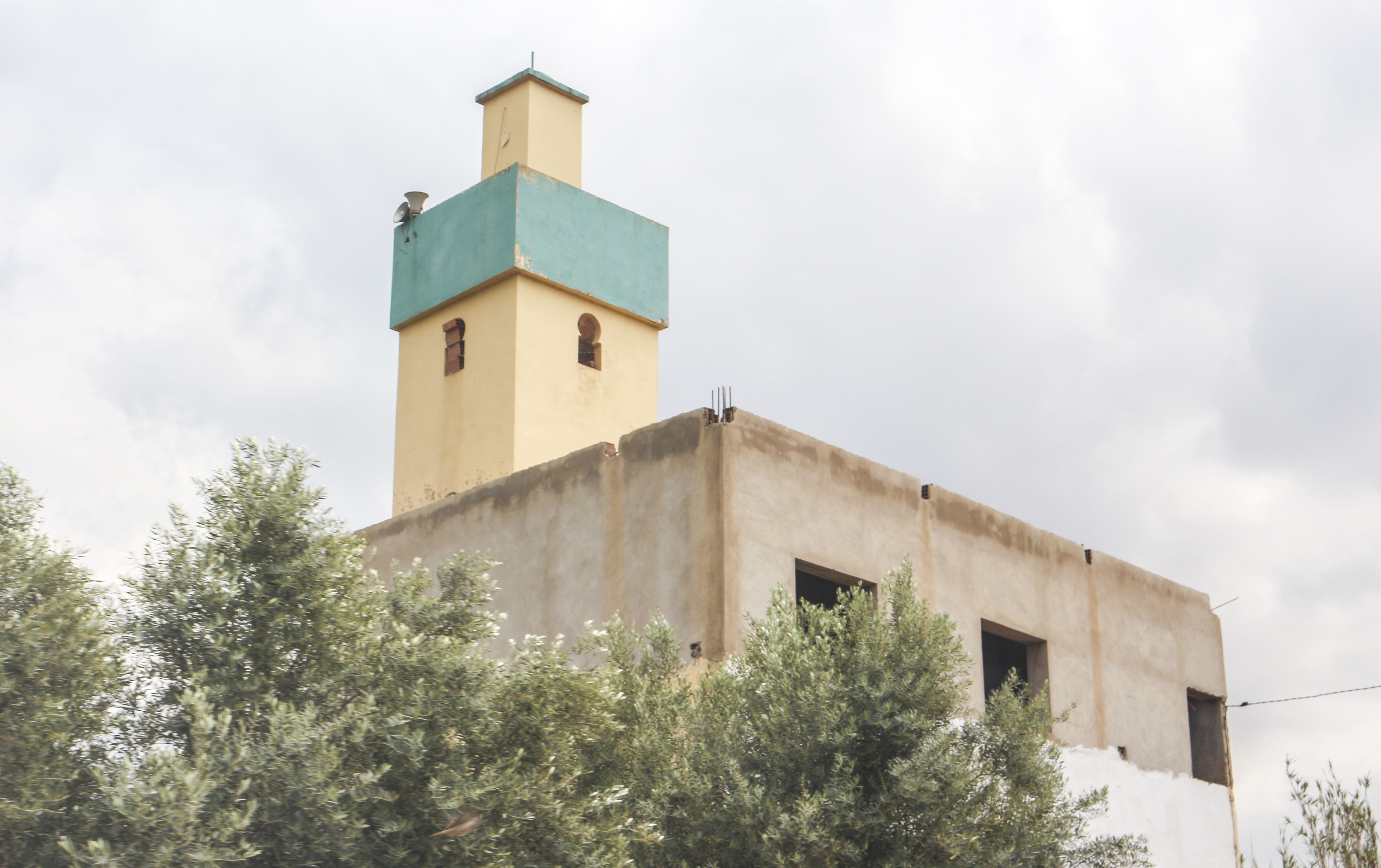
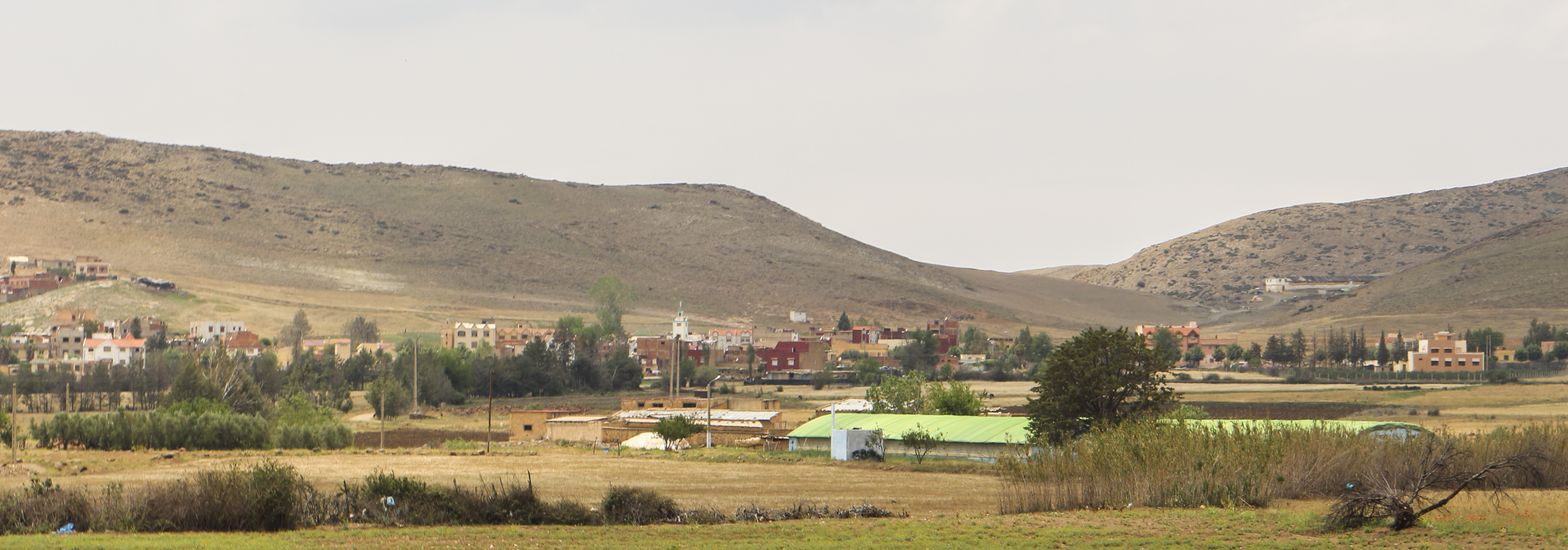
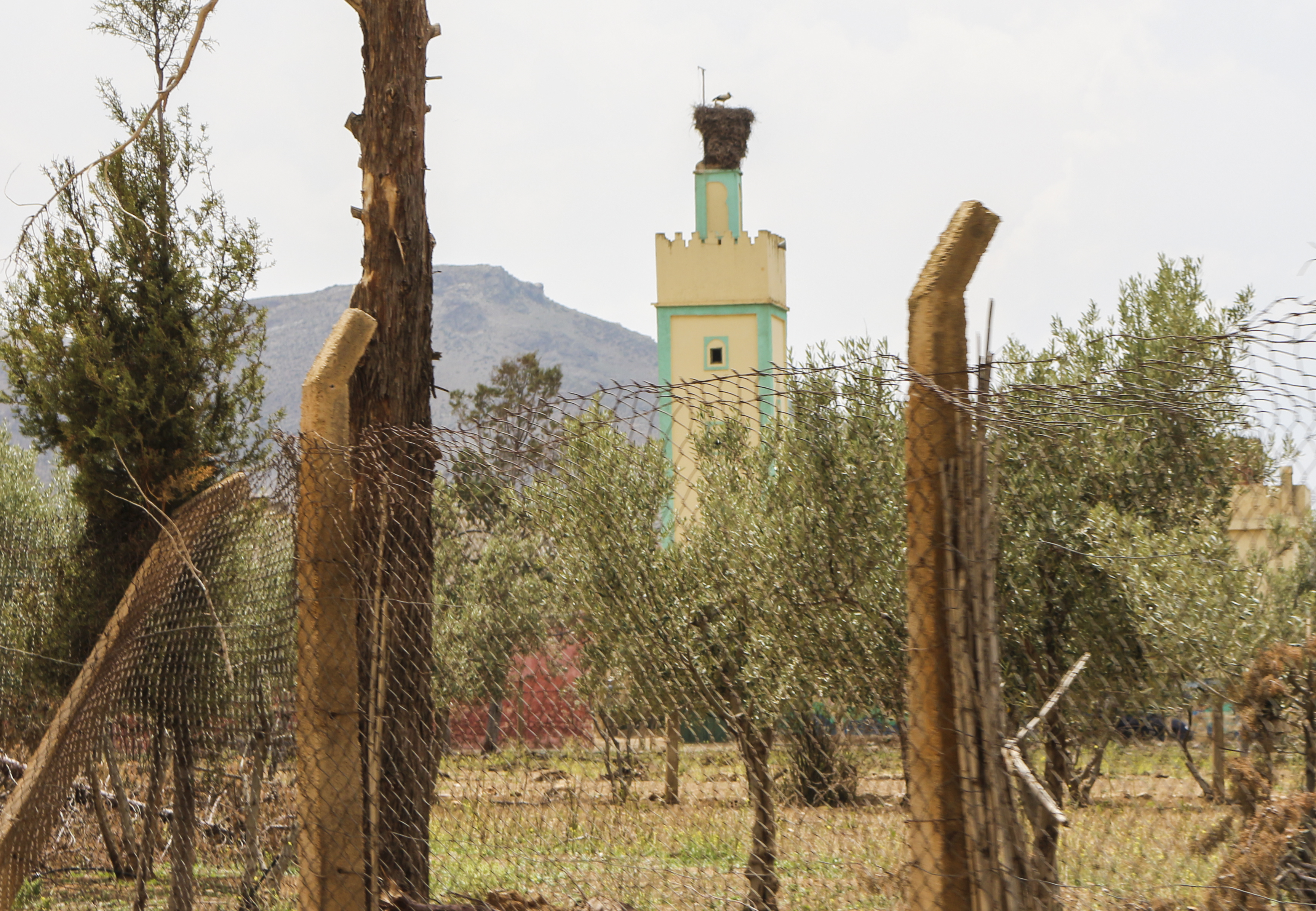
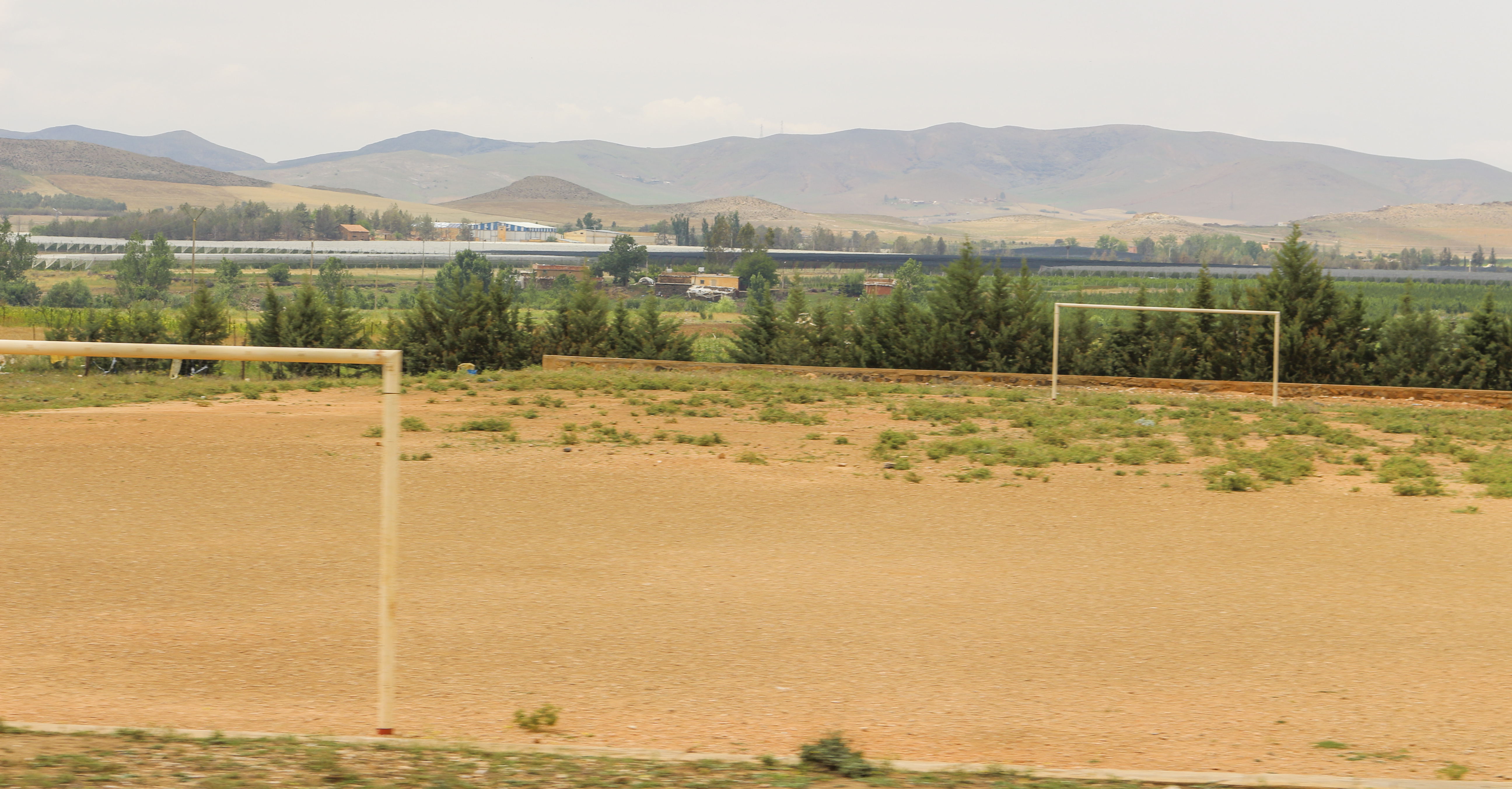
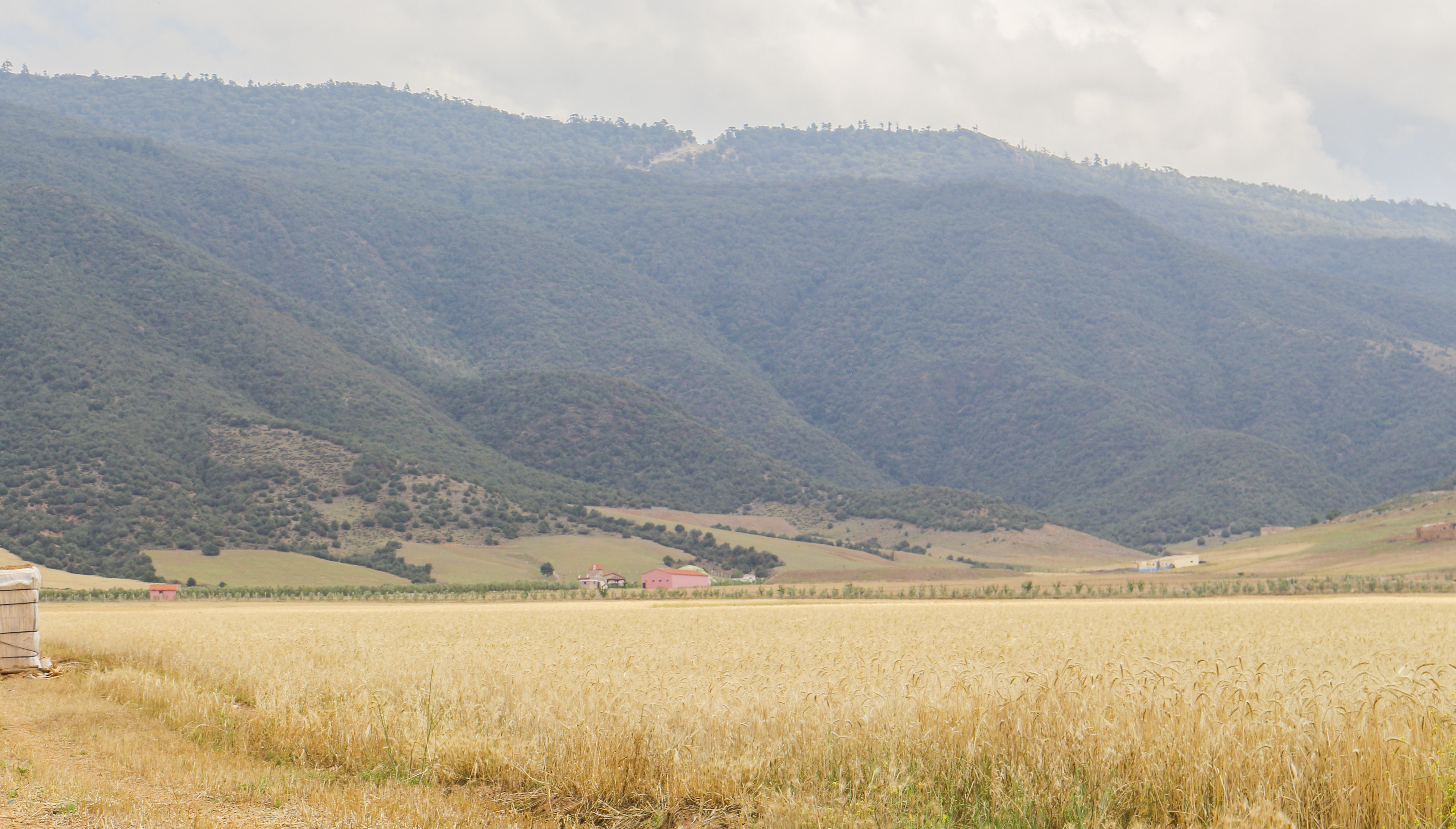
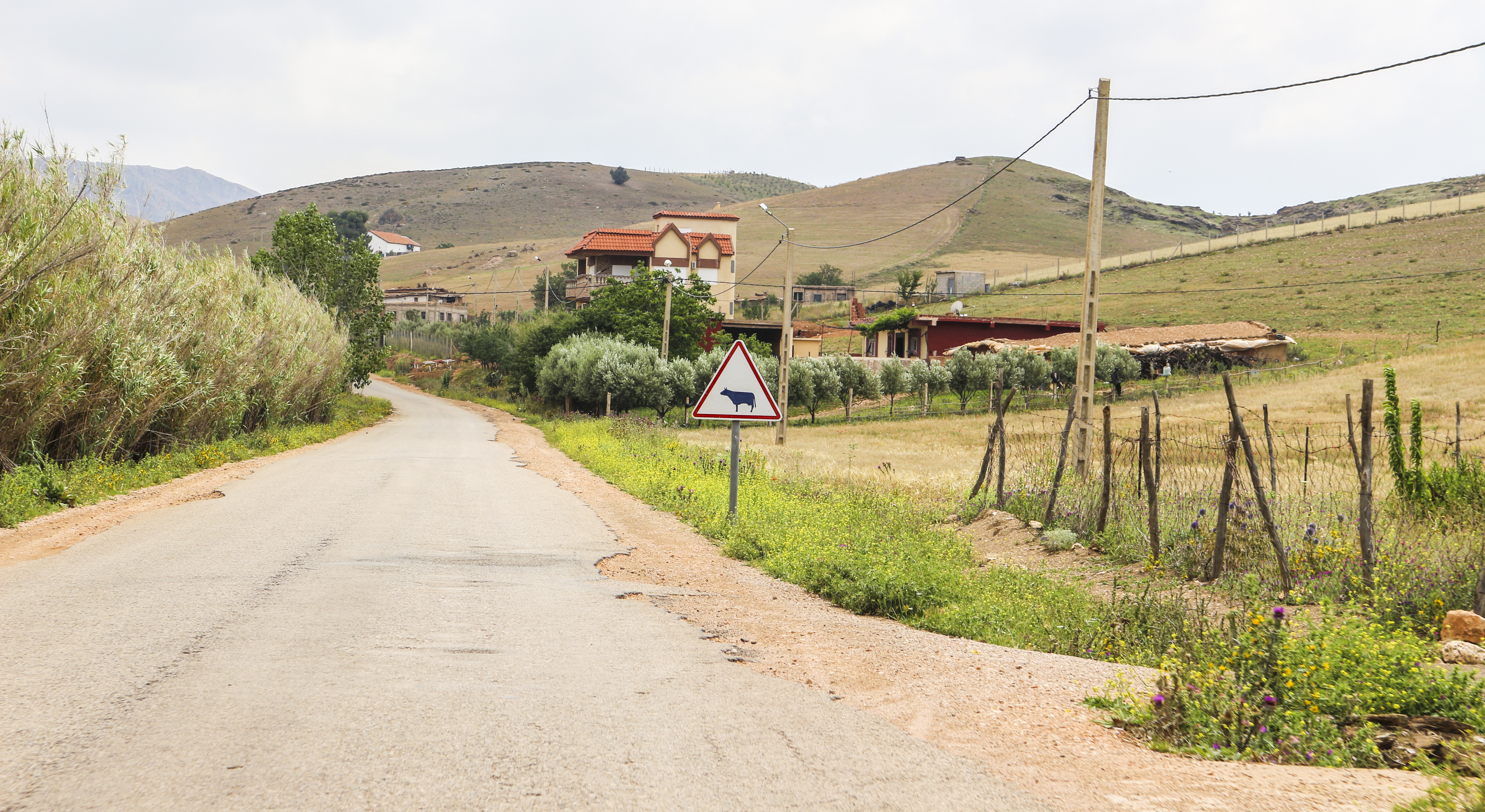
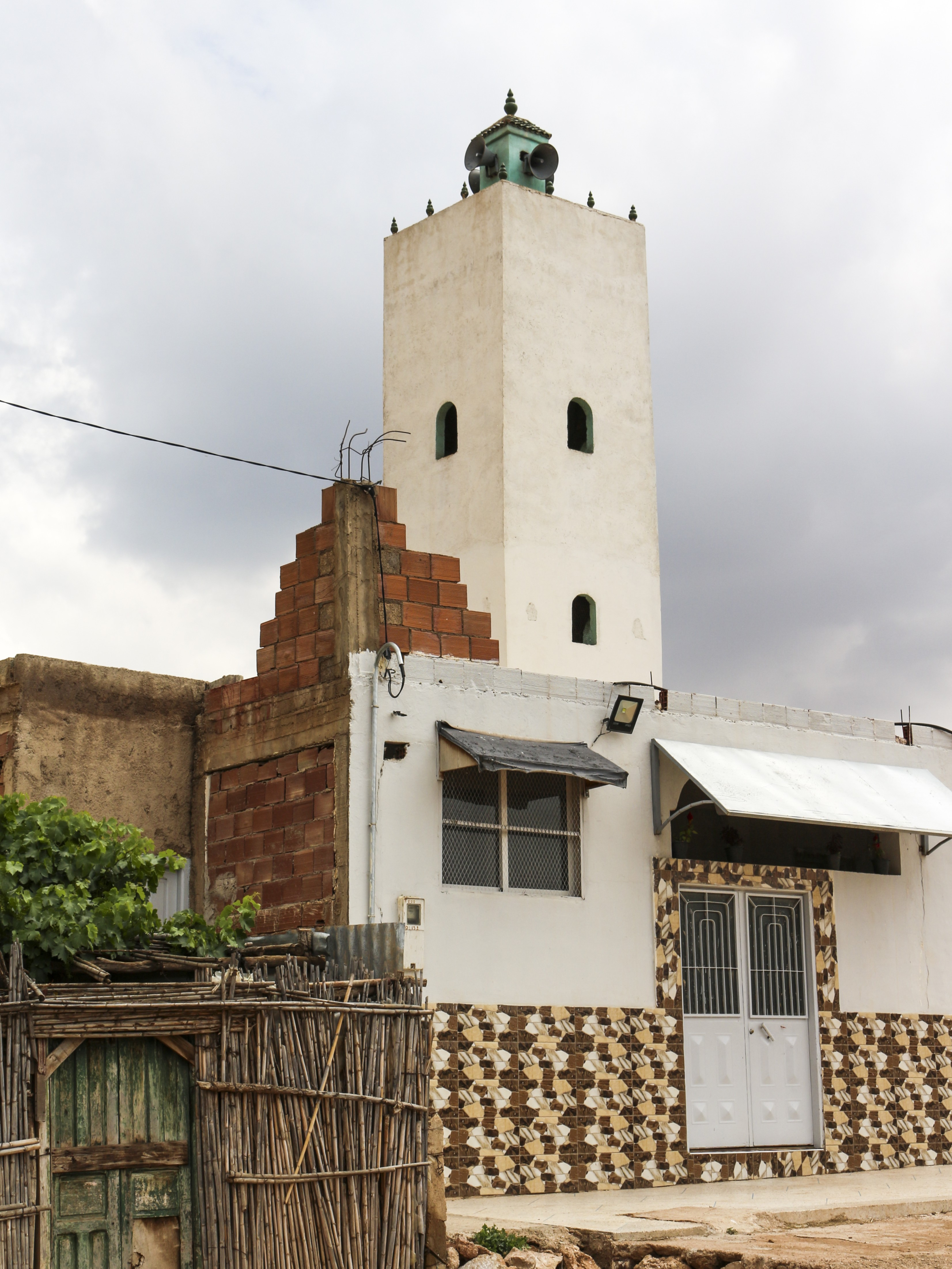
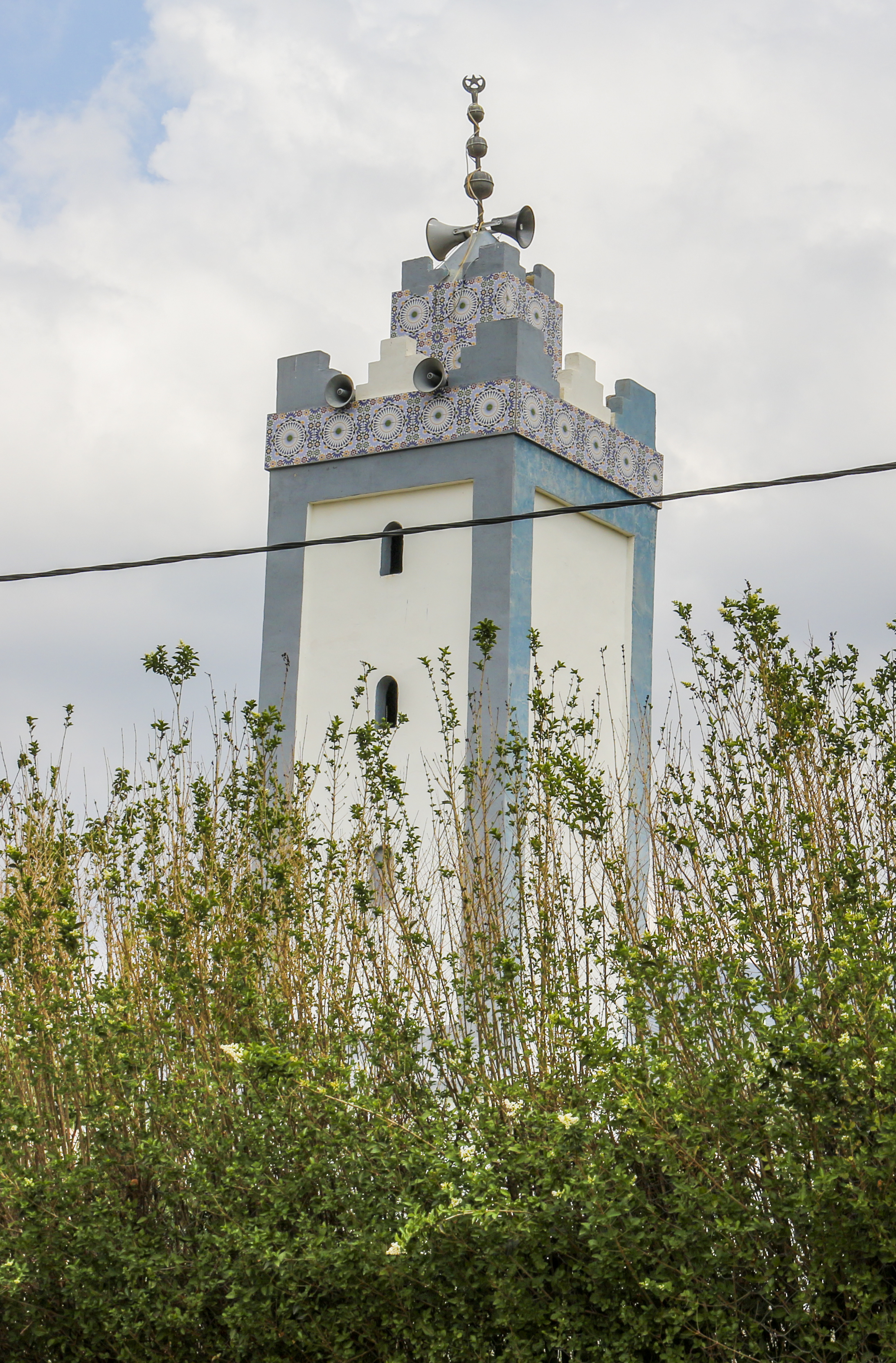